# Acraea rubrobasalis
Acraea rubrobasalis är en fjärilsart som beskrevs av Francis Gard Howarth 1969. Acraea rubrobasalis ingår i släktet Acraea och familjen praktfjärilar. Inga underarter finns listade i Catalogue of Life.